# Julia Novikova
Julia Novikova (rusky Юлия Новикова, Julija Novikova); narozená 1983, Petrohrad, Sovětský svaz, dnes Rusko, je ruská operní pěvkyně – koloraturní sopranistka.

## Pěvecká kariéra
Absolvovala operní zpěv na Konzervatoři Rimského-Korsakova v rodném Petrohradu u profesorky Olgy Kondinové. Již během studií zpívala v několika rolích včetně komorné Zuzany v Mozartově Figarově svatbě, Serpiny v La serva padrona (Pergolesi) a dcery Marfy v Carské nevěstě (Nikolaj Rimskij-Korsakov).
Profesionální debut zaznamenala v roce 2006 postavou Flory v Brittenových Padlých andělech pod taktovkou Valerije Gergijeva. Následně vystupovala na německých operních scénách v Dortmundu, Frankfurtu, Bonnu a Hamburku, stejně jako ve Vídeňské státní opeře. Měla sólové recitály a koncertní představení v Haagu, Bordeaux, Paříži, Nancy, Amsterdamu či newyorské Carnegie Hall.
V září 2010 ztvárnila postavu Gildy v opeře Giuseppe Verdiho Rigoletto, vysílané živě z Mantovy. Mezi 148 zeměmi světa přenášel operu také veřejnoprávní program ČT2. Spolu s Julií Novikovovou zde zpívali Plácido Domingo v titulní roli a italský tenorista Vittorio Grigolo jako vévoda z Mantovy. Dirigentem byl Zubin Mehta, pocházející z Indie.

## Ocenění
- 2006 – 3. místo – Wilhelm Stenhammar International Music Competition, Švédsko
- 2007 – Cena publika – Concours de Geneve, Švýcarsko
- 2007 – Cena publika – Neue Stimmen, Německo
- 2008 – 1. místo – Musik Debüt, Německo
- 2009 – 1. místo a Cena publika – OPERALIA 2009 Plácido Domingo The World Opera Competition, Budapešť, Maďarsko